# Uvaria heterocarpa
Uvaria heterocarpa este o specie de plante angiosperme din genul Uvaria, familia Annonaceae, descrisă de Carl Ludwig von Blume. Conform Catalogue of Life specia Uvaria heterocarpa nu are subspecii cunoscute.